# Alpine A522
O Alpine A522 é o modelo de carro de corrida projetado e desenvolvido pela Alpine para a disputa do Campeonato Mundial de Fórmula 1 de 2022, pilotado por Fernando Alonso e Esteban Ocon.